# أفيل (قشلاق أهر)
أفيل (بالفارسية: افیل) هي منطقة سكنية تقع في إيران في قسم قشلاق الریفي. يقدر عدد سكانها بـ 1,639 نسمة .